# Post3 Bay 83
Die bayerischen Post3 Bay 83 (nach DRG-Gattungskonventionen) waren dreiachsige Postwagen, welche nach Blatt-Nr. 121 des Wagenverzeichnisses von 1897 (Blatt-Nr. 192 des Verzeichnisses von 1913) als erster Typ der zweiten Generation von Postwagen gebaut wurden.

## Entwicklung
Ab 1883 wurden von verschiedenen Bahngesellschaften – so auch von der K.Bay.S.B – die ersten dreiachsigen Wagen für Schnellzüge beschafft. So ergab sich auch der Bedarf für entsprechende Wagentypen zur Postbeförderung.

## Beschaffung
Zwischen 1883 und 1904 wurde so für die zweite Generation an Postwagen insgesamt 61 Wagen beschafft. 25 davon gehörten zum Typ nach Blatt-Nr. 192. Sie wurden in vier Baulosen in den Jahren 1883 bis 1887 gebaut.

## Verbleib
Drei der Wagen wurden 1916 zu Gepäckpostwagen umgebaut (siehe Blatt-Nr. 212). Alle Wagen wurden von der Reichsbahn übernommen. Von der DB wurde dieser Wagentyp nicht mehr übernommen.

## Skizzen, Musterblätter, Fotos

WV 1913, Skizze Blatt 192 zu Post3 Bay 83

## Konstruktive Merkmale

### Untergestell
Der Rahmen der Wagen war nicht mehr in Mischbauweise gebaut, sondern komplett aus Eisenprofilen zusammengenietet. Die äußeren Längsträger hatten eine Doppel-T-Form. Als Zugeinrichtung hatten die Wagen Schraubenkupplungen mit Sicherheitshaken nach VDEV, die Zugstange war durchgehend und mittig gefedert. Als Stoßeinrichtung besaßen die Wagen Stangenpuffer mit einer Einbaulänge von 650 mm, die Pufferteller hatten einen Durchmesser von 370 mm.

### Laufwerk
Die Wagen hatten genietete Fachwerkachshalter aus Flacheisen der kurzen, geraden Bauform. Gelagert waren die Achsen in geteilten Gleitachslagern. Die Räder hatten Speichenradkörper der bayerischen Form 24 mit einem Raddurchmesser von 1.014 mm. Die Tragfedern hatten eine Länge von 1.750 mm mit einem Querschnitt von 96 mm × 13 mm. An den Endachsen waren sie 9 Lagen stark, an der querverschiebbaren Mittelachse 7 Lagen. Sie waren mit Federlaschen in den Federböcken befestigt. Die Endachsen waren Lenkachsen des Typs A4.
Die Spindelhandbremse im hochgesetzten Bremserhaus wirkte auf alle Räder der Endachsen beidseitig. Die Wagen waren alle mit Westinghousebremsen ausgestattet.

### Wagenkasten
Das Wagenkastengerippe bestand aus einem hölzernen Ständerwerk. Es war außen mit Blech und innen mit Holz verkleidet. Die Seitenwände waren an den Unterseiten leicht eingezogen, die Stirnwände gerade. Die Wagen besaßen ein flach gewölbtes Dach, welches über die Seitenwände ragte. Auf das Dach war ein Oberlichtaufbau aufgesetzt, der direkt in das hochgesetzte Bremserhaus überging. Dieses war beidseitig nur von außen zugänglich. Die Wagen hatten alle durchgehende, seitliche Laufbretter und Anhaltestangen. Der Zugang zum Innenraum erfolgte beidseitig durch einteilige, nach außen aufschlagende Flügeltüren.
Der Innenraum war durchgehend und ohne Zwischenwand. Auf der Seite des Bremserhauses befand sich der Packraum, auf der gegenüberliegenden Seite der Briefsortierraum. In der Wagenmitte befand sich auch der nach beiden Wagenhälften wirkende Ofen. Je Wagenhälfte gab es einen gepolsterten Sitz.

### Ausstattung
Zur Beheizung verfügten die Wagen über eine Ofenheizung. Die Wagen waren alle mit einer Leitung für eine Dampfheizung ausgestattet.
Die Beleuchtung erfolgte durch Gas-Lampen. Die beiden Vorratsbehälter mit einem Volumen von je 350 Litern für das Leuchtgas hingen in Wagenlängsrichtung am Rahmen. Zwischen 1926 und 1929 erfolgte die Umrüstung auf elektrische Beleuchtung.
Die Wagen erhielten die für die Außenseiten vorgeschriebene Lackierung in Grün und als Eigentumskennzeichnung die Aufschrift Königliche Bahn-Post.

## Bemerkung
Drei der Wagen wurden 1916 zu Gepäckpostwagen umgebaut (siehe Blatt-Nr. 212). Bis auf einen Wagen waren alle im Verzeichnis von 1913 noch aufgeführt.

## Wagennummern
Die Daten sind im Wesentlichen den Wagenpark-Verzeichnissen der Kgl.Bayer.Staatseisenbahnen, aufgestellt nach dem Stande vom 31. März 1897, dem 31. März 1913  sowie dem Artikel von A. Mühl im Lok Magazin 102 entnommen.
| Herstelldaten            | Herstelldaten            | Wagennummern je Epoche Gattungszeichen | Wagennummern je Epoche Gattungszeichen | Wagennummern je Epoche Gattungszeichen | Wagennummern je Epoche Gattungszeichen | Wagennummern je Epoche Gattungszeichen | Wagennummern je Epoche Gattungszeichen | Fahrwerk   | Fahrwerk        | Fahrwerk | Fahrwerk                  | Fahrwerk                  | Fahrwerk                  | Ausstattung               | Ausstattung               | Ausstattung                               | Ausstattung                               | Ausstattung                               | Ausstattung                               | Ausstattung                               | Ausstattung                               | Zusatzinfos                        |
| Bau- jahr                | Her- steller             | ab 1874                                | ab 1893                                | Rep. (1919)                            | DR ab 1923                             | DRG ab 1933                            | Ausge- mustert                         | Anz. Achs. | Rad- stand (mm) | LüP (mm) | Brem- sen                 | Unter- Gest.              | Lenk- achs.               | Bl.                       | Hz.                       | Art u. Anzahl der Abteile (siehe Legende) | Art u. Anzahl der Abteile (siehe Legende) | Art u. Anzahl der Abteile (siehe Legende) | Art u. Anzahl der Abteile (siehe Legende) | Art u. Anzahl der Abteile (siehe Legende) | Art u. Anzahl der Abteile (siehe Legende) | Bemerkung                          |
| ------------------------ | ------------------------ | -------------------------------------- | -------------------------------------- | -------------------------------------- | -------------------------------------- | -------------------------------------- | -------------------------------------- | ---------- | --------------- | -------- | ------------------------- | ------------------------- | ------------------------- | ------------------------- | ------------------------- | ----------------------------------------- | ----------------------------------------- | ----------------------------------------- | ----------------------------------------- | ----------------------------------------- | ----------------------------------------- | ---------------------------------- |
| Blatt-Nr. 192 (ehem.121) | Blatt-Nr. 192 (ehem.121) | B.P.                                   | Post                                   |                                        | Post3 Bay 83                           | Post 3/10                              |                                        |            |                 |          | (siehe jeweilige Legende) | (siehe jeweilige Legende) | (siehe jeweilige Legende) | (siehe jeweilige Legende) | (siehe jeweilige Legende) | A                                         | B                                         | D                                         | G                                         | P                                         | Z                                         |                                    |
| 1883                     |                          | 21 055                                 | 15 220                                 |                                        |                                        |                                        |                                        | 3          | 6.600 3.300     | 11.524   | BrH, Wbr                  | E                         | A4                        | G                         | O, L                      | 1                                         | 1                                         |                                           |                                           | 1                                         |                                           |                                    |
| 1884                     |                          | 21 056                                 | 15 221                                 |                                        |                                        |                                        |                                        | 3          | 6.600 3.300     | 11.524   | BrH, Wbr                  | E                         | A4                        | G                         | O, L                      | 1                                         | 1                                         |                                           |                                           | 1                                         |                                           |                                    |
| 1884                     | 21 057                   | 15 222                                 |                                        |                                        |                                        |                                        |                                        | 3          | 6.600 3.300     | 11.524   | BrH, Wbr                  | E                         | A4                        | G                         | O, L                      | 1                                         | 1                                         |                                           |                                           | 1                                         |                                           |                                    |
| 1884                     | 21 058                   | 15 223                                 |                                        |                                        |                                        | 1916                                   | Umbau zu Gepäckwagen (Blatt 212)       | 3          | 6.600 3.300     | 11.524   | BrH, Wbr                  | E                         | A4                        | G                         | O, L                      | 1                                         | 1                                         |                                           |                                           | 1                                         |                                           |                                    |
| 1884                     | 21 059                   | 15 224                                 |                                        |                                        |                                        |                                        |                                        | 3          | 6.600 3.300     | 11.524   | BrH, Wbr                  | E                         | A4                        | G                         | O, L                      | 1                                         | 1                                         |                                           |                                           | 1                                         |                                           |                                    |
| 1884                     | 21 060                   | 15 225                                 |                                        |                                        |                                        |                                        |                                        | 3          | 6.600 3.300     | 11.524   | BrH, Wbr                  | E                         | A4                        | G                         | O, L                      | 1                                         | 1                                         |                                           |                                           | 1                                         |                                           |                                    |
| 1884                     | 21 061                   | 15 226                                 |                                        |                                        |                                        | 1916                                   | Umbau zu Gepäckwagen (Blatt 212)       | 3          | 6.600 3.300     | 11.524   | BrH, Wbr                  | E                         | A4                        | G                         | O, L                      | 1                                         | 1                                         |                                           |                                           | 1                                         |                                           |                                    |
| 1884                     | 21 062                   | 15 227                                 |                                        |                                        |                                        |                                        |                                        | 3          | 6.600 3.300     | 11.524   | BrH, Wbr                  | E                         | A4                        | G                         | O, L                      | 1                                         | 1                                         |                                           |                                           | 1                                         |                                           |                                    |
| 1884                     | 21 063                   | 15 228                                 |                                        |                                        |                                        |                                        |                                        | 3          | 6.600 3.300     | 11.524   | BrH, Wbr                  | E                         | A4                        | G                         | O, L                      | 1                                         | 1                                         |                                           |                                           | 1                                         |                                           |                                    |
| 1884                     | 21 064                   | 15 229                                 |                                        |                                        |                                        |                                        |                                        | 3          | 6.600 3.300     | 11.524   | BrH, Wbr                  | E                         | A4                        | G                         | O, L                      | 1                                         | 1                                         |                                           |                                           | 1                                         |                                           |                                    |
| 1884                     |                          | 21 877                                 | 15 230                                 |                                        |                                        |                                        |                                        | 3          | 6.600 3.300     | 11.524   | BrH, Wbr                  | E                         | A4                        | G                         | O, L                      | 1                                         | 1                                         |                                           |                                           | 1                                         |                                           |                                    |
| 1884                     | 21 878                   | 15 231                                 |                                        |                                        |                                        |                                        |                                        | 3          | 6.600 3.300     | 11.524   | BrH, Wbr                  | E                         | A4                        | G                         | O, L                      | 1                                         | 1                                         |                                           |                                           | 1                                         |                                           |                                    |
| 1884                     | 21 879                   | 15 232                                 |                                        |                                        |                                        |                                        |                                        | 3          | 6.600 3.300     | 11.524   | BrH, Wbr                  | E                         | A4                        | G                         | O, L                      | 1                                         | 1                                         |                                           |                                           | 1                                         |                                           |                                    |
| 1884                     | 21 880                   | 15 233                                 |                                        |                                        |                                        |                                        |                                        | 3          | 6.600 3.300     | 11.524   | BrH, Wbr                  | E                         | A4                        | G                         | O, L                      | 1                                         | 1                                         |                                           |                                           | 1                                         |                                           |                                    |
| 1884                     | 21 881                   | 15 234                                 |                                        |                                        |                                        | 1916                                   | Umbau zu Gepäckwagen (Blatt 212)       | 3          | 6.600 3.300     | 11.524   | BrH, Wbr                  | E                         | A4                        | G                         | O, L                      | 1                                         | 1                                         |                                           |                                           | 1                                         |                                           |                                    |
| 1884                     | 21 882                   | 15 235                                 |                                        |                                        |                                        |                                        |                                        | 3          | 6.600 3.300     | 11.524   | BrH, Wbr                  | E                         | A4                        | G                         | O, L                      | 1                                         | 1                                         |                                           |                                           | 1                                         |                                           |                                    |
| 1887                     |                          | 22 611                                 | 15 236                                 |                                        |                                        |                                        |                                        | 3          | 6.600 3.300     | 11.524   | BrH, Wbr                  | E                         | A4                        | G                         | O, L                      | 1                                         | 1                                         |                                           |                                           | 1                                         |                                           | Gepäckraum mit breiten Doppeltüren |
| 1887                     |                          | 22 612                                 | 15 237                                 |                                        |                                        |                                        |                                        | 3          | 6.600 3.300     | 11.524   | BrH, Wbr                  | E                         | A4                        | G                         | O, L                      | 1                                         | 1                                         |                                           |                                           | 1                                         |                                           |                                    |
| 1887                     | 22 613                   | 15 238                                 |                                        |                                        |                                        |                                        |                                        | 3          | 6.600 3.300     | 11.524   | BrH, Wbr                  | E                         | A4                        | G                         | O, L                      | 1                                         | 1                                         |                                           |                                           | 1                                         |                                           |                                    |
| 1887                     | 22 614                   | 15 239                                 |                                        |                                        |                                        |                                        |                                        | 3          | 6.600 3.300     | 11.524   | BrH, Wbr                  | E                         | A4                        | G                         | O, L                      | 1                                         | 1                                         |                                           |                                           | 1                                         |                                           |                                    |
| 1887                     | 22 615                   | 15 240                                 |                                        |                                        |                                        |                                        |                                        | 3          | 6.600 3.300     | 11.524   | BrH, Wbr                  | E                         | A4                        | G                         | O, L                      | 1                                         | 1                                         |                                           |                                           | 1                                         |                                           |                                    |
| 1887                     | 22 616                   | 15 241                                 |                                        |                                        |                                        |                                        |                                        | 3          | 6.600 3.300     | 11.524   | BrH, Wbr                  | E                         | A4                        | G                         | O, L                      | 1                                         | 1                                         |                                           |                                           | 1                                         |                                           |                                    |
| 1887                     | 22 617                   | 15 242                                 |                                        |                                        |                                        |                                        |                                        | 3          | 6.600 3.300     | 11.524   | BrH, Wbr                  | E                         | A4                        | G                         | O, L                      | 1                                         | 1                                         |                                           |                                           | 1                                         |                                           |                                    |
| 1887                     | 22 618                   | 15 243                                 |                                        |                                        |                                        |                                        |                                        | 3          | 6.600 3.300     | 11.524   | BrH, Wbr                  | E                         | A4                        | G                         | O, L                      | 1                                         | 1                                         |                                           |                                           | 1                                         |                                           |                                    |
| 1887                     | 22 619                   | 15 244                                 |                                        |                                        |                                        |                                        |                                        | 3          | 6.600 3.300     | 11.524   | BrH, Wbr                  | E                         | A4                        | G                         | O, L                      | 1                                         | 1                                         |                                           |                                           | 1                                         |                                           |                                    |